# Hadena alba
Hadena alba är en fjärilsart som beskrevs av Dr H. Vallantin  1893. Hadena alba ingår i släktet Hadena och familjen nattflyn, Noctuidae. Inga underarter finns listade i Catalogue of Life.